# Jan Herma
Jan Herma (ur. 1935 w Goleszowie, zm. 10 września 2019 w Cieszynie) – polski artysta rzeźbiarz, twórca pomników, pedagog, profesor sztuki.
Urodził się w 1935 roku w Goleszowie na Śląsku Cieszyńskim. Studia artystyczne w Akademii Sztuk Pięknych w Krakowie. Dyplom z wyróżnieniem na Wydziale Rzeźby w pracowni profesora Jerzego Bandury w roku 1961. Nadobowiązkowo studiował grafikę. Uzyskał tytuł naukowy profesora sztuk plastycznych. Był członkiem Związku Polskich Artystów Plastyków oraz rzeczoznawcą Ministerstwa Kultury i Sztuki w zakresie rzeźby współczesnej.
W latach 1961–1977 zatrudniony w Zakładach Elektromaszynowych „Celma”  w Cieszynie na stanowisku plastyka-projektanta w zakresie informacji wizualnej. W latach 1973–2006 związany z Filią Uniwersytetu Śląskiego w Cieszynie. Współorganizował Kierunek Wychowania Plastycznego, kierował Zakładem Rzeźby w Instytucie Sztuki. Pełnił funkcję zastępcy dyrektora Instytutu Kształcenia Plastycznego, a następnie zastępcy dyrektora Instytutu Sztuki.
Miał dwóch synów: Tomasza (1966–2012), artystę rzeźbiarza i Macieja.
Jest pochowany na cmentarzu ewangelickim w Cieszynie. 

## Twórczość

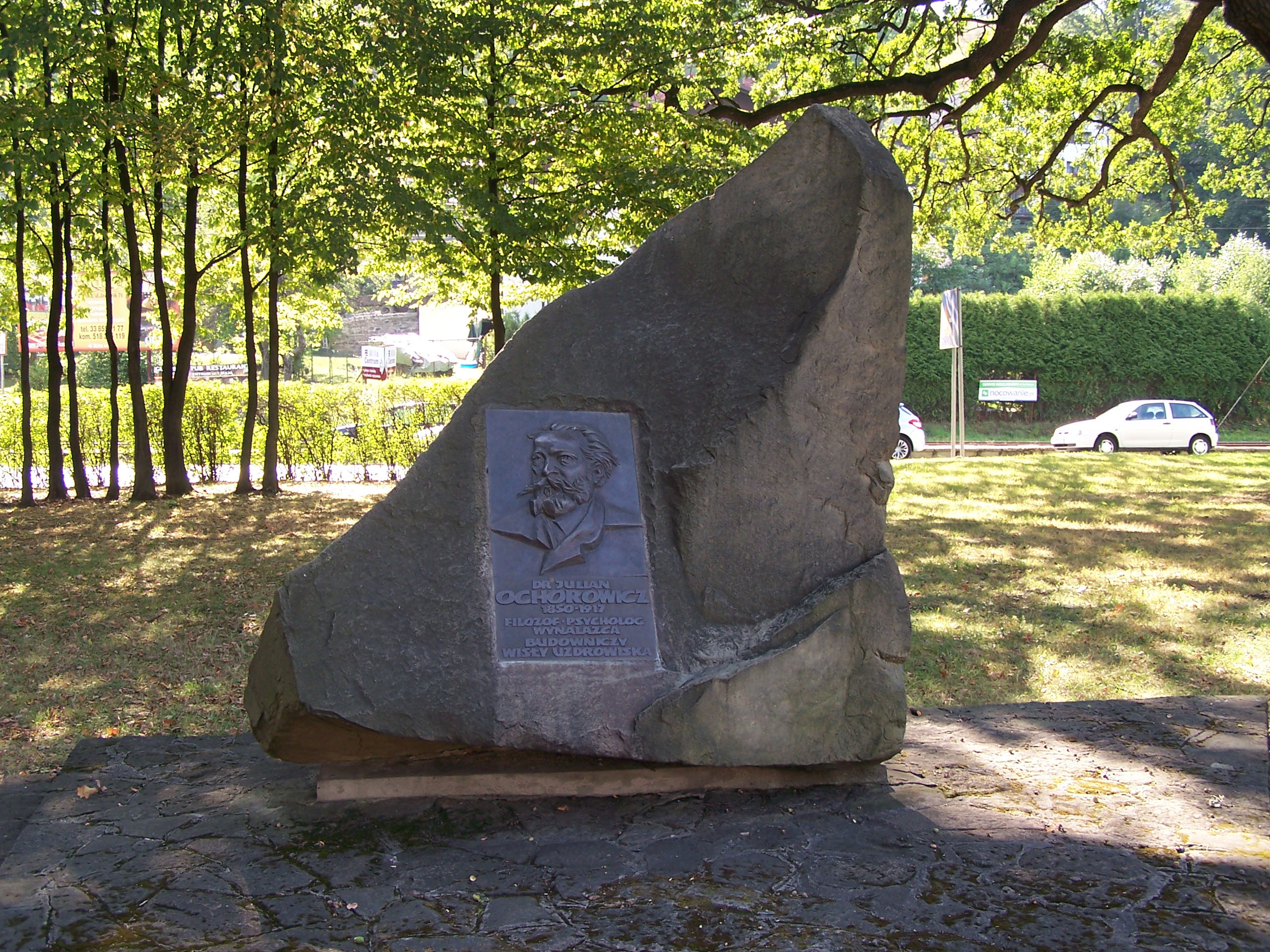
Pomnik Juliana Ochorowicza w Wiśle

Rzeźbił w drewnie, kamieniu, brązie i tworzywach sztucznych. Zajmował się również medalierstwem, architekturą wnętrz (biura, urzędy, sklepy, restauracje, hotele, kościoły itp.), projektowaniem graficznym, identyfikacją wizualną i reklamą, fotografiką (wiele wystaw indywidualnych i zbiorowych, liczne nagrody i wyróżnienia na konkursach krajowych i zagranicznych), a także sztuką sakralną (zrealizowane wnętrza kościołów w Jastrzębiu, Cisownicy, Golasowicach, Ustroniu Polanie).

## Prace
Jest twórcą pomników, m.in.:
- ofiar faszyzmu w Cieszynie (współpraca z A. Bilewiczem),
- ofiar faszyzmu w Goleszowie,
- ofiar pożaru rafinerii w Czechowicach - Dziedzicach,
- Marii Curie – Skłodowskiej w Cieszynie – Marklowicach,
- Mendelejewa w Cieszynie – Marklowicach,
- mogiła „Zasłużonych Miasta Cieszyna” w Cieszynie,
- kompozytora Jana Sztwiertni w Wiśle,
- Juliana Ochorowicza w Wiśle,
- Pawła Stalmacha w Cieszynie,
- gen. Jerzego Ziętka w Ustroniu,
- popiersie pielęgniarki przed Szpitalem Śląskim w Cieszynie,
- Wolności 1918 w Cieszynie,
- Harcerek i Harcerzy w Cieszynie,
- ks. Jerzego Trzanowskiego w Cieszynie,
- pamięci zburzonej Synagogi w Skoczowie,
- projektuje rekonstrukcję zburzonego Pomnika Legionistów Śląskich w Cieszynie, nadzoruje realizację monumentu,
- prof. Jana Szepańskiego w Ustroniu,
- odtworzył pomnik Naszym Bohaterom poległym w obronie Śląska Cieszyńskiego 1918–1920 w Skoczowie.

Ponadto jest autorem wielu rzeźb plenerowych, płaskorzeźb i akcentów rzeźbiarskich we wnętrzach budynków użyteczności publicznej. Zrealizował kilkadziesiąt tablic portretowych w brązie i marmurze poświęconych wybitnym Polakom – naukowcom, artystom, działaczom narodowym i religijnym na terenie Śląska. 
W latach 1961–1970 tworzył cykle Form biologicznych w drewnie. Natomiast w cyklach rzeźb kameralnych z brązu, mosiądzu, aluminium i żywicach syntetycznych, powstających od 1989 roku do chwili obecnej, motywem przewodnim bywa najczęściej spokojna refleksja nad ludzkim losem, zmaganiami z życiem, tragediami i nadziejami. Cykle rzeźb „Drzewa nadziei”, „Uskrzydlone”, „Pory roku” są wynikiem bardzo osobistych potrzeb uzewnętrzniania stanów emocjonalnych, rodzących się z codziennych doznań w obcowaniu z ludźmi i światem.
Na przestrzeni całego okresu twórczości prezentuje swoje prace na licznych wystawach indywidualnych i zbiorowych w kraju i za granicą.

## Nagrody i odznaczenia
W 1988 roku uhonorowany nagrodą Błogosławionego Brata Alberta za osiągnięcia w dziedzinie sztuki sakralnej. W 2003 laureat Nagrody Powiatu Cieszyńskiego w dziedzinie kultury (obecnie Nagroda im. ks. Leopolda Jana Szersznika), w kategorii twórczości artystycznej, za całokształt dokonań mających na celu artystyczne utrwalenie historii i kultury Śląska Cieszyńskiego. W 2008 został laureatem Srebrnej Cieszynianki Miasta Cieszyna. W 2011 wyróżniony Śląskim Szmaragdem (nagrodą Katowickiej diecezji Kościoła Ewangelicko-Augsburskiego) przyznawanym ludziom wznoszącym się ponad podziały religijne, narodowościowe i kulturowe. Ponadto: Zasłużony Działacz Kultury, Zasłużony dla Województwa Bielskiego i Katowickiego, Zasłużony dla Miasta Cieszyna, Złota Odznaka za zasługi dla Uniwersytetu Śląskiego, Srebrny i Złoty Krzyż Zasługi. 